# Джек Конті
Джек Конті (/ˈkɒnti/; [ˈkɒnti]; англ. Jack Conte народився 12 липня 1984) — американський музикант, мультиінструменталіст, автор-виконавець, диск-жокей, підприємець та кінорежисер. Він один із двох учасників гурту Pomplamoose (разом із дружиною Наталі Доун (Nataly Dawn)), а також є генеральним директором та співзасновником Patreon.
Конті записав два міні-альбоми — Sleep in Color та Nightmares and Daydreams — і розмістив їх разом із компіляцією VideoSongs Volume I на iTunes Store. Використовує музичне обладнання Electro-Harmonix.

## Кар'єра
Вперше Конті з'явився у медіа озвучивши персонажа «teenage boy» (хлопчика-підлітка) у відеогрі The Sims 2.
Широку увагу здобув після опублікування на Youtube пісні «Yeah Yeah Yeah». Відео зроблене у техниці stop motion мало понад мільйона переглядів. Більшість нових пісень виходить у вигляді так званих «VideoSongs», які він розміщує на своїй youtube-сторінці. Сам Конті визначає «VideoSongs» за двома правилами:
| Ліві лапки | 1. Якщо ви щось почуєте, у певний момент ви це побачите (без прихованих звуків) | Праві лапки |

У середині 2008 року разом із Nataly Dawn створив гурт(дует) Pomplamoose. Гурт існує переважно як онлайн-проект, виступивши лише декілька раз. Тим не менш, співпраця отримала значну підтримку шанувальників. Їі офіційна Youtube-сторінка має вже понад 900 000 підписників. Дует випустив третій студійний альбом у 2010 році, продюсером якого виступила Джулія Нунес (Julia Nunes).
7 травня 2013 року Конті разом із співзасновником Самуелем Ямом оголосив про запуск краудфандингової інтернет-платформи Patreon. Цей стартап — це «як кікстартер для людей, які випускають свої твори на регулярній основі».
Джек Конті також грає на клавішних у фанк-групі Scary Pockets.

## Особисте життя
Конті і Наталі Доун заручилися в січні 2016 року і одружилися в травні 2016 року.